# 横浜国際港都建設法
横浜国際港都建設法（よこはまこくさいこうとけんせつほう、昭和25年法律第248号）は、1950年（昭和25年）10月21日に公布され、同日施行された日本の法律。
この法律は、神奈川県横浜市を「その沿革及び立地条件にかんがみて、日本の代表的な国際港都としての機能を十分に発揮し得るよう建設」することによって、「貿易、海運及び外客誘致の一層の振興を期し、もつてわが国の国際文化の向上に資するとともに経済復興に寄与」することを目的としている。第二次世界大戦後に制定された特別都市計画法に基づき策定された「復興都市計画」を受け継ぎ、それを発展させて制定された特別都市建設法の1つ。
憲法95条に定められた地方自治特別法の1つであり、1950年（昭和25年）7月30日に国会で議決された後、同年9月20日に住民投票が行われ、その過半数の同意を得て、同年10月21日に公布された。

## 内容
横浜国際港都建設法は、おおむね以下の内容を持つ。
1. 「横浜国際港都建設計画」の策定（2条）
  - まず、横浜市は、「横浜市をわが国の代表的な国際港都として建設するための都市計画」（横浜国際港都建設計画）を策定しなければならない。この「横浜国際港都建設計画」は、都市計画法に定める都市計画のほか、「国際港都にふさわしい諸施設の計画」を含むものとしている。また、計画は、この法律の目的に照らして、「特に外国人の日常生活様式及び事業経営方式を考慮に入れた国際的に高度の水準のもの」でなければならないと定める[1]。
  - 横浜市は、「横浜国際港都建設計画」の策定に関する重要事項を調査審議するため、市長の諮問機関として、横浜国際港都建設審議会を置く。同審議会は、横浜市が基本的な計画などを策定する際に設置され、横浜国際港都建設計画や法の趣旨を踏まえて、長期ビジョンの策定に関する答申を行う[2]。
2. 「横浜国際港都建設事業」の執行（3条）
  - 次に、「横浜国際港都建設計画」を実施する事業として、「横浜市を国際港都として建設する都市計画事業」（横浜国際港都建設事業）が執行される。この事業の執行主体は、横浜市である。法は、「横浜市の市長は、地方自治の精神に則り、その住民の協力及び関係諸機関の援助により、横浜市をわが国の代表的な国際港都として完成することについて、不断の活動をしなければならない。」と定める。
3. 「横浜国際港都建設事業」の援助、助成（4条、5条）
  - 国及び地方公共団体の関係諸機関は、「事業の促進と完成とにできる限りの援助を与えなければならない。」と定めている。また、国は、横浜国際港都建設事業の用に供するため、必要があると認める場合においては、「事業の執行に要する費用を負担する公共団体に対し、普通財産を譲与することができる。」と定める。財務省は、この普通財産の譲与に関する基準を定めている[3]。
4. 「横浜国際港都建設事業」の状況報告
  - 法は、「横浜市の市長は、横浜国際港都建設事業の進行状況を、少なくとも六箇月ごとに、国土交通大臣に報告しなければならない。」と定める。また、「内閣総理大臣は、毎年一回国会に対し、横浜国際港都建設事業の状況を報告しなければならない。」と定める。